# Coba da Costa
Coba Gomes da Costa (La Mojonera, 26 luglio 2002) è un calciatore spagnolo, attaccante del Getafe.

## Caratteristiche tecniche
È un'ala sinistra.

## Carriera
Coba ha iniziato a giocare a calcio con il Maracena in Tercera División, dove ha debuttato il 21 marzo 2021 nell'incontro vinto 2-1 contro l'Huétor Vega. La stagione successiva ha giocato con la squadra riserve dell'El Ejido, il Berja, nella División de Honor Andaluza, corrispondente alla quinta divisione spagnola.
Il 18 luglio 2022 è stato acquistato dagli sloveni del Tabor Sežana ma dopo soli sei mesi ha fatto ritorno in patria al Conquense. Rimasto svincolato al termine della stagione 2023-2024 dopo aver rifiutato la proposta di rinnovo, il 17 luglio 2024 ha firmato con il Getafe che lo ha assegnato alla propria squadra B.
Il 26 novembre ha esordito in prima squadra nell'incontro di Coppa del Re vinto 3-0 contro il Manises e cinque giorni dopo ha debuttato anche in Primera División contro il Real Madrid.

## Statistiche

### Presenze e reti nei club
Statistiche aggiornate al 12 gennaio 2025
| Stagione         | Squadra          | Campionato       | Campionato | Campionato | Coppe nazionali | Coppe nazionali | Coppe nazionali | Coppe continentali | Coppe continentali | Coppe continentali | Altre coppe | Altre coppe | Altre coppe | Totale | Totale | Totale |
| Stagione         | Squadra          | Comp             | Pres       | Reti       | Comp            | Pres            | Reti            | Comp               | Pres               | Reti               | Comp        | Pres        | Reti        | Pres   | Reti   |        |
| ---------------- | ---------------- | ---------------- | ---------- | ---------- | --------------- | --------------- | --------------- | ------------------ | ------------------ | ------------------ | ----------- | ----------- | ----------- | ------ | ------ | ------ |
| 2020-2021        | Maracena         | TD               | 7          | 0          | CR              | 0               | 0               | -                  | -                  | -                  | -           | -           | -           | 7      | 0      |        |
| 2021-2022        | Berja            | 5D               | 26         | 3          |                 | -               | -               | -                  | -                  | -                  | -           | -           | -           | 26     | 3      |        |
| 2022-gen. 2023   | Tabor Sežana     | 1.SNL            | 13         | 0          | CS              | 1               | 0               | -                  | -                  | -                  | -           | -           | -           | 14     | 0      |        |
| gen.-giu. 2023   | Conquense        | TF               | 13         | 1          | CR              | 0               | 0               | -                  | -                  | -                  | -           | -           | -           | 13     | 1      |        |
| 2023-2024        | Conquense        | TF               | 24         | 7          | CR              | 0               | 0               | -                  | -                  | -                  | -           | -           | -           | 24     | 7      |        |
| Totale Conquense | Totale Conquense | Totale Conquense | 37         | 8          |                 | 0               | 0               |                    | -                  | -                  |             | -           | -           | 37     | 8      |        |
| 2024-2025        | Getafe B         | SF               | 8          | 3          | -               | -               | -               | -                  | -                  | -                  | -           | -           | -           | 8      | 3      |        |
| 2024-2025        | Getafe           | PD               | 5          | 0          | CR              | 3               | 0               | -                  | -                  | -                  | -           | -           | -           | 8      | 0      |        |
| Totale carriera  | Totale carriera  | Totale carriera  | 95         | 14         |                 | 4               | 0               |                    | -                  | -                  |             | -           | -           | 99     | 14     |        |